# Минское белорусское представительство
Минское белорусского представительство, Белорусское народное представительство — политическое объединение белорусских партий и групп либеральной и правоцентристской ориентации с 1918 года до начала 1919 год.
Создана 25 февраля 1918 года со представителей Белорусской народной партии социалистов, партии социалистов-автономистов, Белорусской христианской демократии, Белорусского православного объединения, Белорусского союза земельных собственников и др. В исполнительный комитет входили П. Кульчицкий, Киприан Кондратович, Роман Скирмунт, Винцент Годлевский, А. Власов, Павел Алексюк, В. Чаусов, Ромуальд Земкевич, А. Русецкий. Печатный орган — газета «Белорусский шлях». Размещалось в доме, который сегодня имеет адрес: Володарского, 12, определённое время занимало здание Юбилейного дома.
Представительство объединяло белорусские политические силы, которые конкурировали с Белорусской социалистической грамадой. В программных документах заявляла, что «представляет интересы белорусского народа и является политическим центром», который обороняет независимость Беларуси, культуру и самобытность белорусского народа. 12 апреля и 14 апреля 1918 г. исполнительный комитет «Минского белорусского представительства» приглашен в состав Рады БНР. На его основе оформилась правоцентристская фракция, которая ориентировала Раду БНР на сотрудничество с немецкой оккупационной администрацией. 20 апреля «Минское белорусского представительство» добилось согласия германского командования на создание групп белорусских советников при оккупационной администрации (губернских и уездных комендантов) для регулирования отношений население с властью. 25 апреля 1918 фракция «Минского белорусского представительства» на закрытом заседании Ряды БНР инициировала принятие телеграммы германскому кайзере Вильгельме II, в которой от имя Рады БНР заявлялось, что будущее Беларуси, они видят под опекой германским государства. Эти действии ускорили процесс поляризации в Раде БНР. В конце мая — начале июня 1918 сформировалось новое правительство БНР во главе с Романом Скирмунтом. Он призывал к сотрудничеству «все живые белорусские силы в интересах народа». Но германская ориентация привела к изоляции представителей «Минского белорусского представительства» в Раде БНР. Под давлением социалистических фракций правительство Скирмунта в начале июля 1918 подало в отставку. Политическое влияние «Минского белорусского представительства» постепенно снижалось, и оно распалось в начале 1919 года.